# WBFチャンピオンズリーグ
WBFチャンピオンズリーグ（WBF Champions League）は、日本・韓国・中国の3ヶ国による女子プロボクシングの国別対抗戦である。主催は世界ボクシング基金。
各階級の代表選手をエントリーして、対抗戦を行う。
第1回は2006年10月12日に韓国・済州島ハラ・スポーツセンターにて行われ、ライトフライ級1名、フライ級2名、バンタム級1名の計4名がエントリーされた。
大会は各国持ち回りで開催していく予定だったが、第2回以降は未定のまま。